# Blodundersökning
Blodundersökning enligt svensk rätt kan beslutas i faderskapsmål men även förekomma i släktutredningar och asylärenden.
Enligt lagen (1958:642) om blodundersökning m.m. vid utredning av faderskap kan rätten i mål om förklaring att en viss man inte är far eller om fastställande av faderskap kan rätten på yrkande av någon av parterna förordna om blodundersökning eller annan undersökning rörande ärftliga egenskaper som kan ske utan nämnvärt men. 
Förordnandet kan avse modern och barnet samt, i mål om förklaring att en viss man inte är far, så kallad negativ faderskapstalan mannen i äktenskapet.
I mål om fastställande av faderskap, kan förordnandet avse man mot vilken talan förs. Finns det anledning att anta att någon annan man har haft samlag med modern under den tid då barnet kan vara avlat, får förordnandet avse också denne.
Ett beslut om blodundersökning är en kroppslig tvångsåtgärd mot enskild. I 2 kap. 6 § regeringsformen finns bestämmelser om skydd för enskilda gentemot det allmänna vad avser sådana tvångsåtgärder.
Denna rättighet har begränsats i 2 kap. 20 § regeringsformen. Beslut om blodundersökning ska därför alltid fattas av domstol.
Även sedan ett faderskap fastställts genom faderskapsbekräftelse eller genom dom som har vunnit laga kraft kan rätten förordna om blodundersökning om det senare framkommit att annan man än den som fastställts som far har haft samlag med modern under tid då barnet kan vara avlat.
Beslut får överklagas av den som beslutet rör, om det har gått honom eller henne emot. Beslutet ska överklagas skriftligen till hovrätten.

## Faderskapsundersökningar
Vid en faderskapsundersökning där mor, barn och en eller flera män undersöks följer man hur olika anlag går i arv från föräldrar till barn. 
Undersökningen tar i genomsnitt fyra veckor efter det att samtliga begärda prov kommit in till Rättsmedicinalverket, Avdelningen för rättsgenetik och rättskemi, som finns i Linköping.
Ett barn ärver hälften av sina arvsanlag från sin mor och hälften från sin far. Barnets anlag ska därför kunna återfinnas hos båda föräldrarna. De anlag som inte är gemensamma mellan mor och barn måste komma från barnets far. En man som saknar dessa anlag kan inte vara far till barnet. I de fall där man hittar dessa anlag hos en undersökt man är sannolikheten mycket stor att han är far till barnet.
Testerna sker sedan 1991 med DNA-teknik och har mycket hög tillförlitlighet.
År 2010 utreddes 2 271 faderskapsärenden, 593 förälderärenden och 74 släktutredningar.
I genomsnitt kan 9 999 av 10 000 felaktigt utpekade män uteslutas som far.
I 87 procent av undersökningarna ingår endast en man.

De flesta sker på begäran av socialnämnden i den kommun där barnet är folkbokfört.

## Övriga tillämpningar
I asylärenden eller ärenden om familjeåterförening kan Migrationsverket begära en släktutredning.
DNA-analys används också i identifieringsärenden när andra metoder för att fastställa en avliden persons identitet inte går att använda. Rättsgenetiken fick en nyckelroll i samband med tsunamikatastrofen i Thailand.

## Undervisning och föreskrifter
Blodundersökning ingår traditionellt i de praktiska momenten i biologi på gymnasiet och ibland i senare delen av grundskolan, men risken att komma i kontakt med smittförande blod har medfört en restriktiv hållning till laborationer med blod.
Arbetsmiljöverket har därför utarbetat föreskrifter som berör arbetet med blod.

## Historik
- 1925 utförs den första blodundersökningen med analys av AB0-systemet i ett faderskapsärende. Uteslutningskapacitet var 15 procent
- 1943 börjar Rh-systemet användas.
- 1956 har uteslutningskapaciteten ökat till 53 %.
- 1991 - 1994 utvecklas DNA-analysen. Uteslutningskapaciteten har ökat till 99,99 %.[11]